# محسن رهامی
محسن رهامی (زادهٔ ۱۳۳۲ در قیدار) نماینده شهرستان خدابنده در دوره‌های اول و دوم مجلس شورای اسلامی بوده‌است. رهامی به زبان‌های انگلیسی و عربی مسلط بوده و مدرک کارشناسی ارشد خود را در سال ۱۳۶۹ در رشتهٔ حقوق جزا و جرم‌شناسی از دانشگاه تربیت مدرس دریافت کرده‌است. رهامی پس از دوران حضور در مجلس از سال‌های ۱۳۶۷ تا ۱۳۷۰ به‌عنوان معاون حقوقی و امور مجلس وزارت علوم، تحقیقات و فناوری فعالیت می‌کرد. وی نائب دبیر انجمن اسلامی مدرسین دانشگاه‌ها و عضو شورای عالی سیاست گذاری اصلاح طلبان است.
رهامی نامزد انتخابات دوازدهمین دوره ریاست جمهوری شد.در نهایت صلاحیت وی توسط شورای نگهبان احراز نشد. او همچنین در ششمین دوره انتخابات مجلس خبرگان رهبری نام‌نویسی کرد.

## تالیفات

### کتاب
1. حقوق کیفری اختصاصی (جرایم علیه اشخاص)
2. قاعده الحدود تدر با شبهات در بررسی تطبیقی فقهی-حقوقی
3. بررسی نظریه‌های راجع به عناصر جرم
4. بررسی نظریه‌های راجع به عناصر جرم با نگاهی به اساسنامه دیوان کیفری بین‌المللی
5. جرایم بدون بزه دیده[۳]